# Dumalinao
Dumalinao is een gemeente in de Filipijnse provincie Zamboanga del Sur op het eiland Mindanao. Bij de laatste census in 2007 had de gemeente bijna 30 duizend inwoners.

## Geografie

### Bestuurlijke indeling
Dumalinao is onderverdeeld in de volgende 30 barangays:
| - Anonang - Bag-ong Misamis - Bag-ong Silao - Baga - Baloboan - Banta-ao - Bibilik - Calingayan - Camalig - Camanga | - Cuatro-cuatro - Locuban - Malasik - Mama - Matab-ang - Mecolong - Metokong - Motosawa - Pag-asa - Paglaum | - Pantad - Piniglibano - Rebokon - San Agustin - Sibucao - Sumadat - Tikwas - Tina - Tubo-Pait - Upper Dumalinao |

## Demografie
Dumalinao had bij de census van 2007 een inwoneraantal van 29.732 mensen. Dit zijn 3.702 mensen (14,2%) meer dan bij de vorige census van 2000. De gemiddelde jaarlijkse groei komt daarmee uit op 1,85%, hetgeen lager is dan het landelijk jaarlijks gemiddelde over deze periode (2,04%). Vergeleken met de census van 1995 is het aantal mensen met 5.747 (24,0%) toegenomen.

De bevolkingsdichtheid van Dumalinao was ten tijde van de laatste census, met 29.732 inwoners op 117,64 km², 252,7 mensen per km².